# Pere Domènech i Seriñana
Pere Domènech i Seriñana, mort a Barcelona el 1955, fou un industrial, propietari i polític fidel a l'acció del republicanisme lerrouxista.

## Biografia
Fill de Francesc Domènech i Alabart (mort el 1929) i de Carme Seriñana i Altayó (1861-1947), es casà amb Carme Fornés (morta el 1950). El seu germà Francesc, també industrial, fou secretari general de la Federació Industrial d'Auto-transports de Catalunya (1928-1936) i vocal del Tribunal Industrial (1934). La base de la seva carrera política es fonamentà en el control del Centro Radical "El Pueblo" de les Corts, especialment actiu entre 1912 i 1921, domiciliat al carrer de Gelabert Coscoll, a la plaça del Carme i al carrer del Carmel.
A les eleccions municipals de desembre de 1909, superada la repressió derivada de la Setmana Tràgica, fou escollit per primera vegada regidor com a segon candidat del Partit Republicà Radical (PRR) al districte VII (les Corts) de Barcelona, comicis en els quals el partit obtingué la majoria absoluta (1909-1912). Domènech i Seriñana fou identificat amb el grup de radicals anomenat per la premsa hostil «la colla de la gana», acusat de pràctiques poc netes en el regiment municipal barceloní. El 1912 repetí com a regidor de l'Ajuntament de Barcelona en representació del mateix partit. A les eleccions municipals de novembre de 1917, temporalment allunyat del poder al si del PRR, Domènech i Seriñana es presentà sense èxit al marge de la llista oficial. A les eleccions municipals de febrer de 1920 i novament el febrer de 1922 tornà a la candidatura lerrouxista oficial, sempre pel districte VII, obtenint novament l'acta de regidor.
Amb l'esclat de la Dictadura del general Primo de Rivera s'allunyà del primer pla de l'activitat política. L'estiu de 1927 entrà a formar part com a comptador del Consell Directiu del Futbol Club Barcelona. Amb la caiguda de la dictadura retornà per a ocupar el número tres a la candidatura presentada a Barcelona pel PRR a les eleccions municipals del gener de 1934. Tanmateix, el partit, en plena decadència, en veié la seva representació reduïda a quatre regidors. Amb l'esclat de la Guerra Civil espanyola desaparegué definitivament de l'esfera pública.

## Fons personal
El fons va ingressar a l'Arxiu Nacional de Catalunya, a títol de compra per part del Servei d'Arxius de la Generalitat de Catalunya, el dia 25 de gener de 2011. El fons inclou la documentació aplegada i produïda per Pere Domènech i Seriñana, en particular com a resultat de la seva activitat política. Integra la documentació referent a l'enterrament de diversos familiars, així com correspondència de caràcter personal i professional. Pel que fa a la seva activitat política, aplega preferentment la relativa a la seva adscripció al Partit Republicà Radical (correspondència rebuda i documentació electoral) i com a regidor de l'Ajuntament de Barcelona (nomenaments com a regidor i tinent d'alcalde, membre de comissions i representant municipal; nomenaments i correspondència com a membre de ponències d'estudi i tribunals d'oposicions; cartes i notes de recomanació i de petició de favors i feina rebudes; correspondència sobre afers municipals; i informació sobre plets per calúmnies i maltractaments). En aquest apartat destaca especialment la correspondència rebuda d'Alejandro Lerroux, en la qual es detallen directrius polítiques amb relació a diversos afers del govern municipal barceloní. El fons aplega també una necrològica de Lluís Juli i Casals, la distinció d'officier d'Acadèmie rebuda del govern francès o el recordatori del seu traspàs, a més d'alguns retalls de premsa sobre els resultats electorals entre 1907 i 1909. En el seu conjunt, el fons permet una aproximació relativament aprofundida a una figura destacada del radicalisme lerrouxista a la Barcelona de les primeres dècades del segle xx, així com a les pràctiques populistes de la seva formació política.